# Колонкова труба

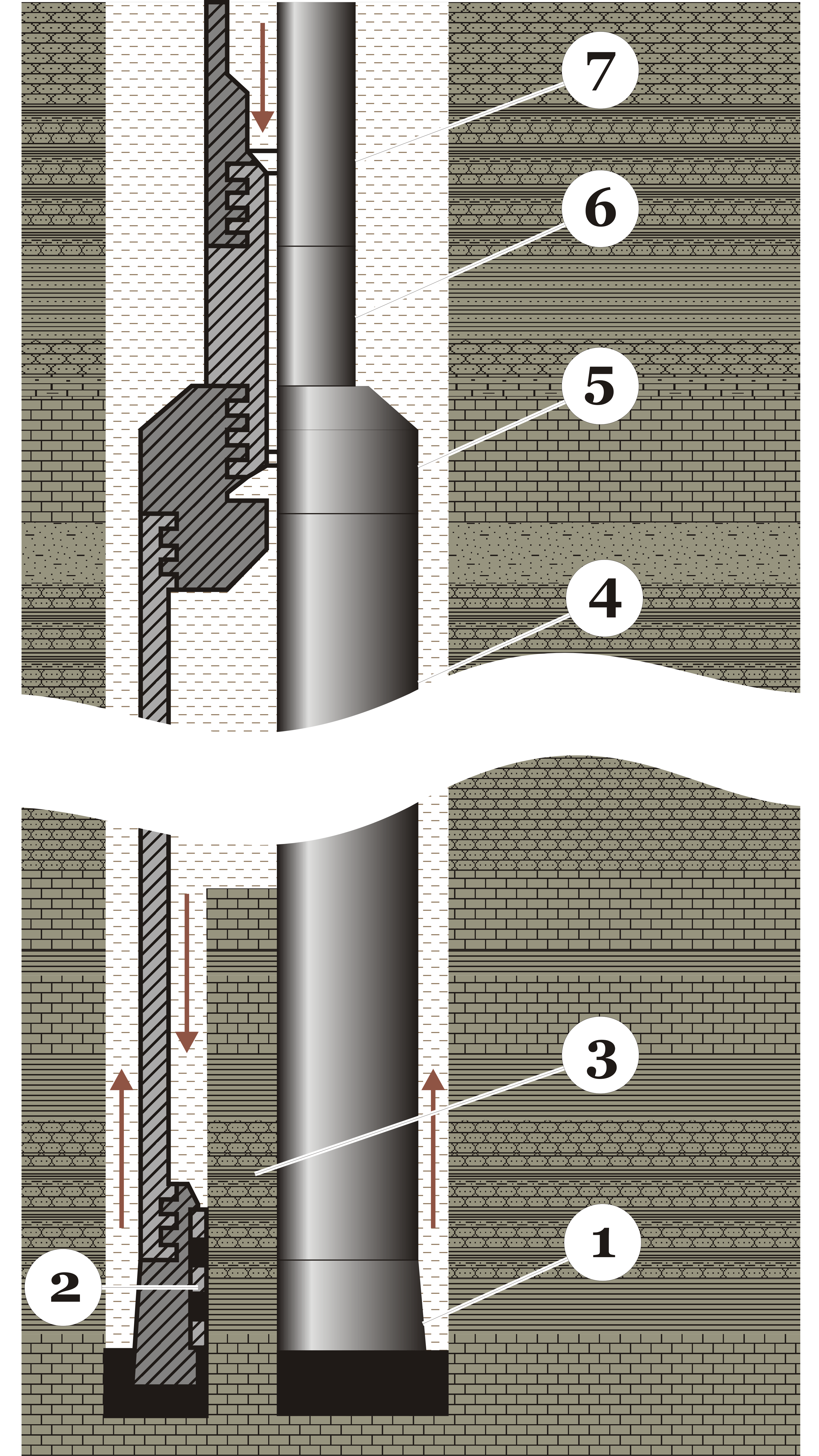
Схема колонкового буріння з прямою промивкою: 1 — коронка; 2 — кернорвач; 3 — стовпчик керну; 4 — колонкова труба; 5 — перехідник; 6 — муфта; 7 — бурова труба; стрілками показано рух бурового розчину

Колонкова труба (рос. колонкова труба, англ. core pipe, нім. Kernführungsrohr n) — сталева труба для приймання керна і спрямування бурового снаряда при бурінні свердловин кільцевим вибоєм.
Колонкова труба одним кінцем приєднується до бурового снаряда за допомогою перехідника, іншим — до коронки або розширювача. Довжина колонкової труби становить 0,5; 1,5; 3,0 м. Колонкова труба разом з буровим снарядом і керном періодично вилучаються зі свердловини і керн видаляється.